# VMD
VMD (Visual Molecular Dynamics)  es un programa de modelamiento molecular y visualización de estructuras. VMD fue principalmente desarrollado como una herramienta para ver y analizar los resultados de las simulaciones de dinámica molecular, pero también incluye herramientas para trabajar con datos de volumen, secuencias y objetos gráficos arbitrarios como conos, cilindros o esferas. Las escenas mostradas pueden ser exportadas a herramientas de renderizado como POV-Ray, Renderman, Tachyon, VMRL y muchas otras. Los usuarios pueden ejecutar sus propios scripts de TCl y Python, dado que VMD también incluye intérpretes para estos lenguajes. VMD es gratuito y de código libre..

## Historia
VMD fue desarrollado por "Theoretical and Computational Biophysics Group" de la Universidad de Illinois y el Instituto Beckman. La versión original, llamada VRChem fue desarrollada en 1992 por Mike Krough, Bill Humphrey y Rick Kufrin. La versión inicial de VMD fue escrita por William Humphrey, Andrew Dalke, Ken Hamer, Jon Leech y James Phillips en 1995.